# The Dream of the Rood
The Dream of the Rood is een kort Angelsaksisch religieus gedicht van ruim 150 regels. Zoals alle Oudengelse poëzie is het geschreven in allitererende verzen.
De tekst is bewaard gebleven in het 10e-eeuwse Vercelli Book, zo genoemd omdat het in de kathedraalbibliotheek van Vercelli, een stadje nabij Milaan, werd gevonden in 1822. Onbekend is hoe de manuscripten daar terecht zijn gekomen. Waarschijnlijk werd het naar Italië gebracht door een van de talrijke Angelsaksische pelgrims op weg naar Rome. Het gedicht is anoniem. Het is wel toegeschreven geweest aan Caedmon of Cynewulf, maar hiervoor zijn geen overtuigende bewijzen.
De tekst van het gedicht is echter ouder: delen ervan zijn in de vorm van runen aangebracht op het Kruis van Ruthwell, dat dateert uit de 8e eeuw en zich nu bevindt in de kerk van Ruthwell.
Het gedicht is een droomvisioen, mogelijk het eerste in de Angelsaksische literatuur. De verteller beschrijft hoe hij in een droom komt te staan tegenover het kruis van Christus (de Holy Rood), dat licht uitstraalt en bedekt is met goud en juwelen. Het vervult de dichter met angst, omdat hij beseft dat hij een zondaar is. Dan verandert het kruis in hout, bedekt met bloed, en begint te spreken. Het vertelt hoe hij als boom tot kruis gemaakt werd en hoezeer hij betreurde dat hij Christus' lijden zou moeten dragen. Christus zelf echter leek zijn lijden met vertrouwen tegemoet te zien. Vervolgens vertelt het kruis over de kruisiging, de kruisafname en de wederopstanding. Het slot van het gedicht beschrijft de overpeinzingen van de dichter op datgene wat hij gezien heeft: voortaan zal hij zich laten leiden door het kruis.